# VI век
VI (шесто́й) век  по юлианскому календарю — век с 1 января 501 года по 31 декабря 600 года. Это 6-й век 1-го тысячелетия.  Закончился 1425 лет назад.

## События
- 502—506 — Персидско-византийская война.
- 525 — Дионисий Малый ввёл летоисчисление от рождества Христова.
- 526—532 — Персидско-византийская война.
- 532 — восстание Ника, крупнейший бунт в истории Константинополя и Византийской империи.
- 533—534 — Вандальская война.
- 536 — первое из трёх сильных извержений вулканов (два последующих — в 540 и 547 годах), предположительно вызвавших наступление раннесредневекового малого ледникового периода.
- 541 — Юстинианова чума.
- 552 — образование Тюркского каганата.
- 562/567 — образование Аварского каганата (Баян I).
- 568 — начало вторжения лангобардов в Италию.
- 572—591 — Персидско-византийская война.
- 581—618 — правление династии Суй в Китае.

### События середины VI века
- Временное объединение владений франков при Хлотаре I.
- Вторжение аваров в степи Западного Прикаспия и далее — в Северное Причерноморье.
- Образование союза племён тюркской группы. Образование Тюркского каганата.

### Другие события VI века
- Образование герцогства Бавария.
- Образование первого католического аббатства (бенедиктинского) в Монтекассино (Италия).
- Царь Кашмира Праварасена.
- Образование государства Алоа (юг современного Судана).
- Образование государства Срок-Кхмер (Ченла).
- Заселение островов Центральной Полинезии.
- Византийские источники заговорили о славянах, самой активной силе от Иллирии до Нижнего Дуная. Славяне доходят до побережья Балтийского и Северного моря, попадают в Северную Италию, в предгорья Альп и верховья Рейна. Река Эльба становится славянской почти на всем её течении.

### События VI и других веков
- VI—VII века — заселение Соломоновых островов, островов Фиджи, Тонга и Новой Каледонии.
- VI—X века — по Москве-реке обосновался славянский союз племён вятичей.
- VI век — время расцвета древнеяпонского государства Ямато.

## Личности
- Король Артур — легендарный вождь бриттов, центральный герой британского эпоса и многочисленных рыцарских романов.
- Бенедикт Нурсийский — родоначальник монашеского движения.
- Григорий I — Папа римский.
- Григорий Турский — франкский историк.
- Иордан — готский историк.
- Рождение Пророка Мухаммада (570 год).
- Прокопий Кесарийский — византийский историк.
- Юстиниан I — выдающийся византийский император.
- Агапит I — Папа римский.
- Агафий Схоластик — византийский поэт и историк.